# Республіка Нижня Канада
Республіка Нижня Канада (англ. Republic of Lower Canada, фр. République du Bas-Canada) — держава, утворена 22 грудня 1837 року під час Повстання Патріотів. Президент-Роберт Нільсен. Ліквідована 9 листопада 1838 року.

## Історія
1837 року в британській Нижній Канаді почалося повстання проти британського панування. Повстання очолила Партія Патріотів (фр. Parti patriote). Повстання об'єднало як франкомовних, так і англомовних мешканців провінції. Для перших йшлося перед усім про національно-визвольну боротьбу, для других — про покращення економічної, соціальної та правової ситуації. Повстанці проголосили незалежну Республіку Нижньої Канади, існування якої підтвердили Декларацією незалежності 22 лютого 1838 року. Президентом країни став англомовний канадець Роберт Нільсен.  Разом з незалежністю, Патріоти проголосили численні правові зміни: рівні права для французької та англійської мови, свободу віросповідання, відділення церкви від держави та ін. Католицька церква засудила повстання.
Після тривалих боїв з перемінним успіхом Патріоти зазнали поразки. Луї-Жозеф Папіно втік до Сполучених Штатів. Кількох революціонерів було повішено 15 лютого 1839 року, кількадесят — вислано до Австралії, решта отримала амністію.